# نهر الرفيل
نهر رُفَيل  بضم أوله، وفتح ثانيه، بلفظ التصغير. كان نهر الرفيل من الأنهار القديمة والمعروفة في بغداد، الذي عليه قنطرة الشوك ويصب في دجلة عند الجسر، ينسب إلى دهقان كان من الفرس اسمه معاذر، وأسلم على يد سعد بن أبي وقاص، إلا أن اسمه قد غُلب عليه اسم نهر عيسى، في العهد العباسي نسبة إلى عمّ المنصور، عيسى بن علي بن عبد الله بن العباس الذي جدده وشيد على مقربة من مصبه في دجلة بالجانب الغربي من أرض بغداد، قصره الذي عرف بقصر عيسى، وهو أول قصر بني في بغداد من قبل الهاشميين العباسيين أيام الخليفة أبو جعفر المنصور.
إن تسمية الرفيل القديمة لم تترك نهائياً فقد أستمر بعض المؤرخين على تسميته القديمة التي أطلقها عمر بن الخطاب على معاذر بن خشيش بن أبرويز بن خشين بن خسروان عندما دخل على عمر ليجدد إسلامه وعليه ثوب ديباج يسحب على الأرض فقال عمر : من ذا الرّفيل؟ فصار له اسماً علماً، وهو جد الوزير رئيس الرؤساء وجد أبي جعفر محمد بن أحمد بن محمد بن عمران بن الحسن بن عبيد بن خالد بن الرفيل، وكان كثير السماع، مات سنة 465 ه‍، ومولده في شهر ربيع الأول سنة 375ه‍.ولا تزال آثار هذا النهر ظاهرة بالرغم من عبث العمران الجديد فيها، وهي تعرف باسم نهر الداودي، أو نهر العيساوي كما كان يسمى قبل أكثر من قرن، وهي تنقطع بعد أن تصل إلى مدينة بغداد أمام قبر الشيخ معروف الكرخي، إلا أنه إذا اتجهنا شرقاً نجد آثار النهر تمتد في ظهر المطار المدني (مطار المثنى) الحالي، وبعد أن تجتاز قبر معروف الكرخي شمالاً تتلاشى بين أبنية بغداد. وإذا ما تتبعنا اتجاه آثار النهر فانه يصب في دجلة عند جامع قمرية الحالي. وإن نهر الخر لم يكن موجوداً ليعترض طريقه. أما نهر الداودي فسمي نسبة إلى داود بن سديد الدولة أخي الخواجة مسعود الذي كانت بيديه رواضع المدينة (الأنهر الصغيرة)، والمستحسن ذكره هنا ان بقايا نهر عيسى كانت تعرف بالنهر الأصلي، رغم مرور مئات السنين على اندراسه، ولا يزال عدد من المواضع والمواقع التي كانت تقع على مجاري فروع النهر المذكور تعرف باسم عيسى كتل عيسى مثلاً الذي يقع على ذنائب جدول الصقلاوية والعيساوي (إحدى شاخات فرع علي السليمان الحالي) والأرجح إن لهذه التسميات صلة بالأسم القديم.
إن نهر الرفيل قد جاء ذكره في فيضانات بغداد حيث ذكر مسكويه: «في سنة 329ه‍ إنبثق نهر الرفيل ونهر بوق فلم تقع عناية بتلافيهما حتى خربت بادوريا بهذين البثقين بضعة عشر سنة».